# Уилкинсон, Тони
Тони Уилкинсон (англ. Tony James Wilkinson; 14.08.1948, Эссекс, Англия — 25.12.2014) — британский археолог.
Профессор Даремского университета. Член Британской академии (2008).
В 1966-1969 годах учился географии в Биркбек-колледже Лондонского университета. Также учился в канадском Университете Макмастера. В 1972 году получил степень магистра наук.
В 1995—2003 годах работал в Чикагском университете.
С 2003—2006 годах преподаватель Эдинбургского университета, с 2005 года профессор археологии.
В 2006—2014 годах профессор археологии Даремского университета.